# Acabaria formosa
Acabaria formosa är en korallart som beskrevs av Nutting 1911. Acabaria formosa ingår i släktet Acabaria och familjen Melithaeidae. Inga underarter finns listade i Catalogue of Life.